# Trimeresurus fucatus
Trimeresurus fucatus là một loài rắn trong họ Rắn lục. Loài này được Vogel David & Pauwels mô tả khoa học đầu tiên năm 2004.